# Liberalernas partistyrelse
Liberalernas partistyrelse är Liberalernas högsta beslutande organ och fungerar som partiets styrelse.

## Lista över Liberalernas partistyrelse

### 2017–2019
Presidium
- Jan Björklund, ordförande
- Helene Odenjung, första vice ordförande
- Christer Nylander, andra vice ordförande

Ledamöter

- Jonas Andersson
- Gulan Avci
- Linnéa Darell
- Lotta Edholm
- Per-Åke Fredriksson
- Emma Gröndahl
- Roger Haddad
- Robert Hannah
- Anna-Lena Johansson
- Mathias Karlsson
- Ulrika Landergren
- Mats Persson
- Carina Sándor
- Anna Starbrink
- Jens Sundström
- Anna Svalander
- Maria Weimer
- Ulrica Westerlund
- Ingeborg Wiksten
- Cecilia Wikström
- Anna Ågerfalk

### 2019–2021
Presidium
- Nyamko Sabuni, ordförande
- Johan Pehrson, första vice ordförande
- Christer Nylander, andra vice ordförande

Ledamöter

- Alexander Höglund
- Anna-Lena Johansson
- Anne Kotavuopio Jatko
- Axel Darvik
- Emma Gröndahl
- Eva Julin Dombrowe
- Gulan Avci
- Helena Gellerman
- Helene Odenjung
- Ingeborg Wiksten
- Jan Jönsson
- Joar Forssell
- Lars Tysklind
- Lina Nordquist
- Lotta Edholm
- Louise Eklund
- Maria Mattsson Mähl
- Mats Persson
- Nicke Grahn
- Pär Löfstrand
- Roger Haddad
- Karin Karlsbro, adjungerad till partistyrelsen.

### 2021–2023
Presidium
- Nyamko Sabuni, ordförande
- Johan Pehrson, första vice ordförande
- Fredrik Malm, andra vice ordförande

Ledamöter

- Gulan Avci
- Hans Backman
- Juno Blom
- Axel Darvik
- Louise Eklund
- Joar Forssell
- Helena Gellerman
- Nicke Grahn
- Anna-Lena Johansson
- Eva Julin Dombrowe
- Jan Jönsson
- Anne Kotavuopio Jatko
- Anna Lundberg
- Pär Lundqvist
- Pär Löfstrand
- Maria Mattsson Mähl
- Simona Mohamsson
- Lina Nordquist
- Mats Persson
- Olle Schmidt
- Lars Tysklind
- Johanna Wyckman

### 2023–2025
Presidium
- Johan Pehrson, ordförande
- Lina Nordquist, första vice ordförande
- Fredrik Malm, andra vice ordförande

Ledamöter

- Hendrik Andersson
- Hans Backman
- Axel Darvik
- Louise Eklund
- Joar Forssell
- Nicke Grahn
- Sara Gunnarsson
- Amelie Tarschys Ingre
- Anna-Lena Johansson
- Jan Jönsson
- Monica Lundin
- Pär Lundqvist
- Simona Mohamsson
- Pierre Månsson
- Mats Persson
- Romina Pourmokhtari
- Cecilia Rönn
- Malin Sjöberg Högrell
- Ina Lindström Skandevall
- Lars Tysklind
- Johanna Wyckman